# Sorbisches Gymnasium Bautzen

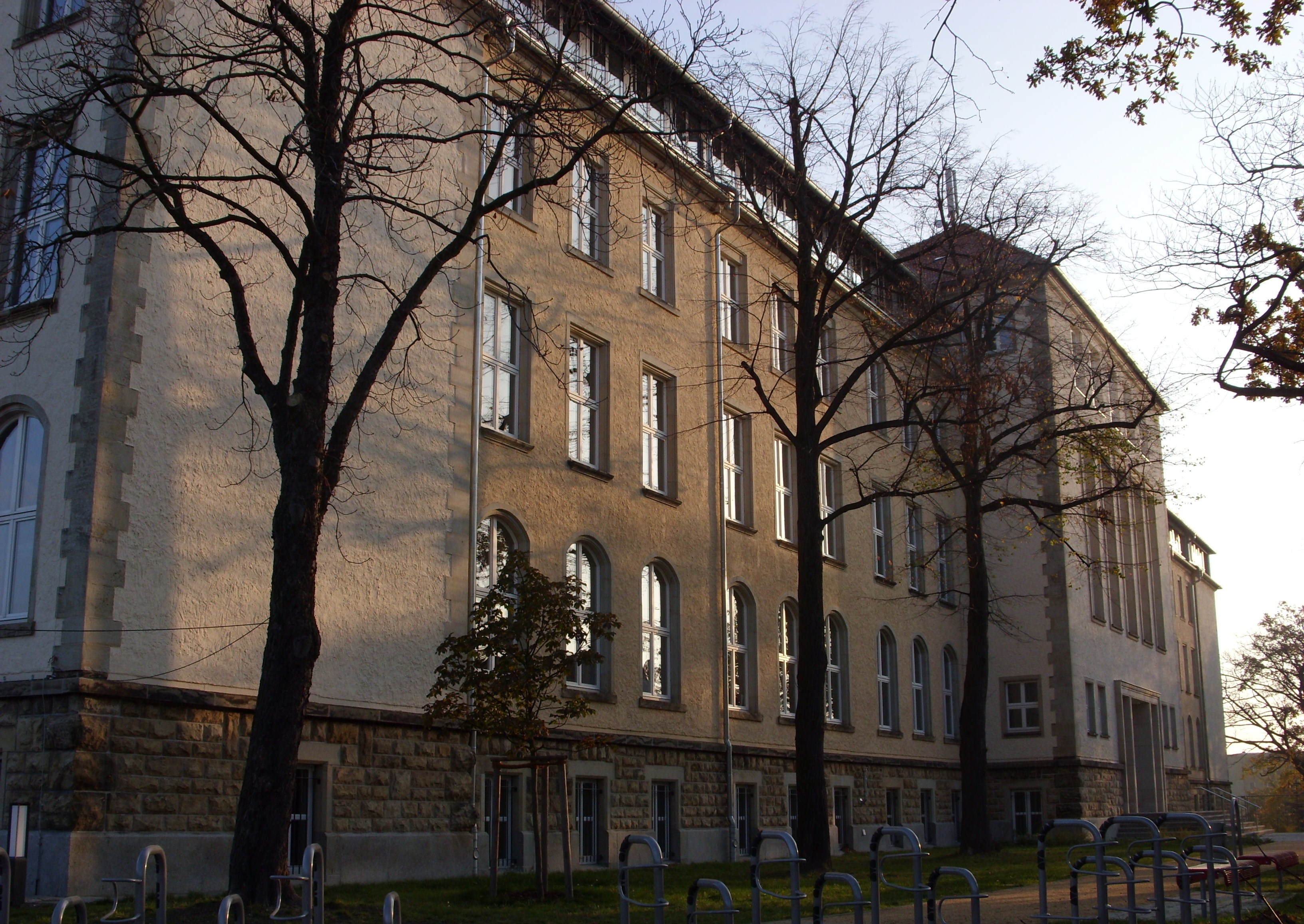
Ansicht von der Ecke Flinz-/Friedrich-List-Straße

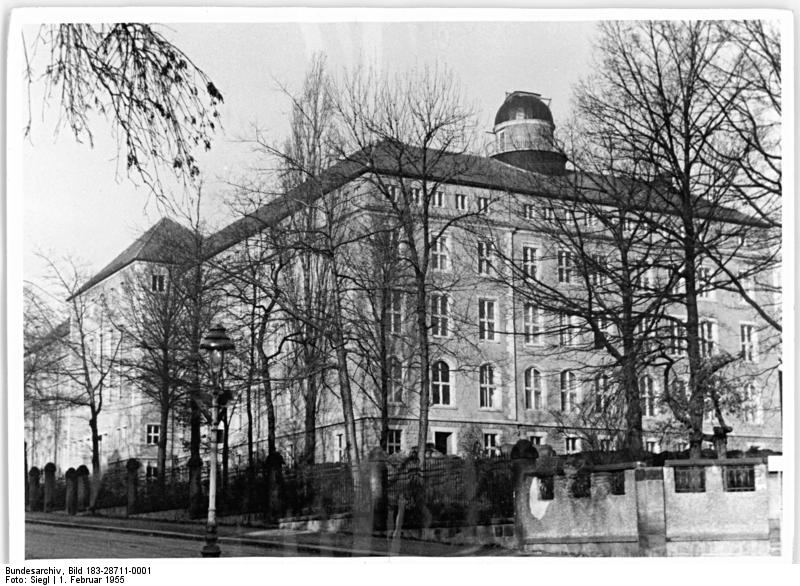
Die Sorbische Oberschule im Jahr 1955

Das Sorbische Gymnasium Bautzen, obersorbisch Serbski gymnazij Budyšinⓘ, befindet sich in Bautzen an der Friedrich-List-Straße im Stadtteil Nordostring. Es ist das einzige Gymnasium, an dem in obersorbischer Sprache unterrichtet und geprüft wird und somit neben dem Niedersorbischen Gymnasium Cottbus eines der zwei Gymnasien Deutschlands mit sorbischer Unterrichtssprache.

## Geschichte
Am 1. September 1947 wurde die sorbische Oberschule in Bautzen gegründet. Zuvor waren ein Reservelazarett und die Zollschule Bautzen Nutzer des Gebäudes bis Kriegsende. Am Platz des im Zweiten Weltkrieg schwer beschädigten Katholischen Lehrerseminars an der Liststraße wurde die Schule neu errichtet. Von Anfang an war ein Internat angeschlossen, um den Schülern aus den weiter entfernten sorbischen Dörfern den Schulbesuch zu ermöglichen. 1951 wurde das erste Abitur in sorbischer Sprache abgelegt.
In den 1960er Jahren befand sich in Schloss Radibor das 60 Plätze fassende Jungeninternat der sorbischen Erweiterten Oberschule Kleinwelka.
Nach einer langen Verlegung der Erweiterten Oberschule nach Kleinwelka bzw. zum Bautzener Platz des Friedens bezog diese 1991 wieder ihr ursprüngliches Gebäude an der Liststraße und eröffnete 1992 als Sorbisches Gymnasium neu.
In den Jahren 2007 und 2008 wurde das Gymnasium saniert und zum „Sorbischen Schul- und Begegnungszentrum“ (Serbski šulski a zetkawanski centrum) umgebaut. Seitdem befinden sich Gymnasium, Mittelschule und Grundschule unter einem Dach.
Im Jahr 2008 absolvierten 55 Schüler ihr Abitur am Sorbischen Gymnasium.

## Lehrangebot
Sorbisch wird am SGB als Mutter- oder Zweitsprache unterrichtet. Zu diesem Zweck werden die Schüler in A- und B-Klassen aufgeteilt, je nach ihrem Sprachvermögen. In den A-Klassen werden die meisten Fächer in sorbischer Sprache gelehrt. Als Fremdsprachen werden zudem Englisch, Russisch, Tschechisch und Französisch angeboten.

## Personal
2008 waren 56 Lehrer voll oder teilweise an der Schule beschäftigt.

## Kultur
Am Gymnasium bestehen das Sorbische Jugendensemble (seit 1949), der Chor, welcher häufig zu Gast im Ausland ist, sowie das Orchester und mehrere andere Arbeitsgemeinschaften.

## Persönlichkeiten

### Bekannte Lehrer
- Frido Mětšk (Alfred Mietzschke; 1916–1990), Direktor 1949–1955
- Jan Buck (1922–2019), Kunsterzieher

### Bekannte Absolventen
- Jan Bulank (1931–2002), Komponist und Chordirigent
- Klaus Thielmann (1933–2024), Mediziner, DDR-Gesundheitsminister
- Jan Paul Nagel (1934–1997), Komponist
- Sieghard Kosel (* 1939), Journalist und Politiker (Linke)
- Gabriele Wirth (* 1943), Zahnmedizinerin und Politikerin (SPD)
- Benno Budar (1946–2023), Schriftsteller, Übersetzer und Redakteur
- Toni Bruk (1947–2020), Filmregisseur und Filmproduzent
- Ludwig Noack (1947–1996), Pädagoge und Politiker (CDU)
- Angela Stachowa (1948–2022), Schriftstellerin und Politikerin (parteilos)
- Stanislaw Tillich (* 1959), Techniker, sächsischer Ministerpräsident
- Bogna Koreng (* 1965), Fernsehmoderatorin
- Gabriela Maria Schmeide (* 1965), Schauspielerin
- Heiko Kosel (* 1966), Jurist und MdL (Linke)
- Lubina Hajduk-Veljković (* 1976), Sorabistin und Schriftstellerin